# 阿得雷德中央市場

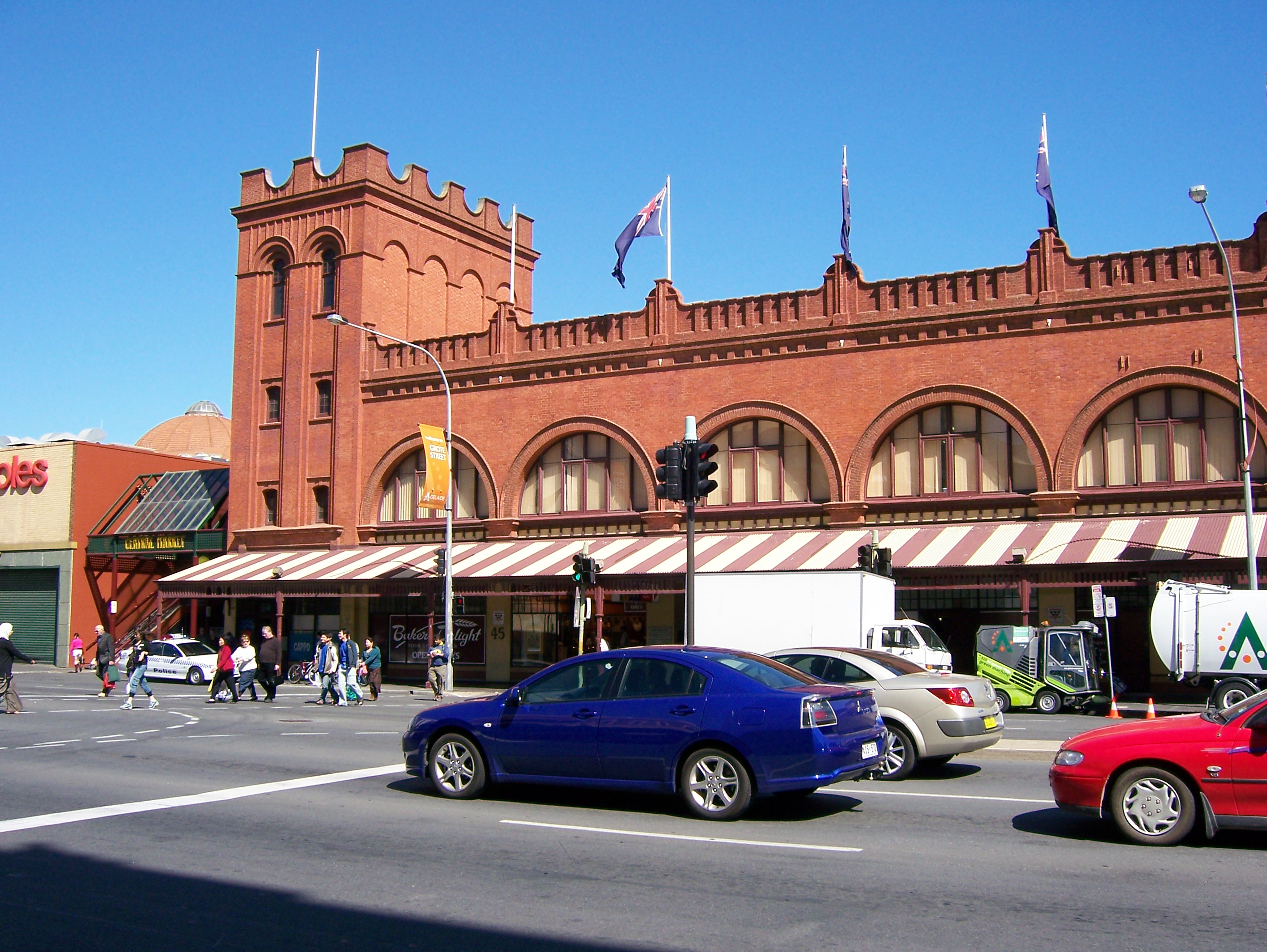

阿得雷德中央市場（英語：Adelaide Central Market）是澳洲最大的生鮮市場之一，位于阿德莱德市中心最繁华的区域，紧邻唐人街（Chinatown），正对灰狗巴士旅游中心（Greyhound Australia, Adelaide Travel Centre）和女王陛下剧院（Her Majesty's Theatre）。
阿得雷德中央市場是阿得雷德市中心的是阿德莱德的地标，也是阿得雷德最著名的人氣旅遊景點之一，还南澳大利亞州吸引遊客最多的地方，每年有超过800萬人次。
阿得雷德中央市場有一個充滿活力的氛圍，銷售各種不同產品，包括水果、蔬菜、肉類、海鮮、咖啡、麵包等食品。阿得雷德中央市場開業於1869年。1900年，阿得雷德中央市場進行了擴建。

## 营业时间
- 周日、周一：关闭
- 周二：7am - 5:30pm
- 周三：9am - 5:30pm
- 周四：9am - 5:30pm
- 周五：7am - 5:30pm
- 周六：7am - 5:30pm